# Osmófilo
Los organismos osmófilos son microorganismos adaptados a ambientes con altas presiones osmóticas, tales como altas concentraciones de azúcar. Los osmófilos son similares a los organismos halófilos (amantes de la sal) debido a que un aspecto crítico de ambos tipos de ambiente es su baja actividad de agua. Las altas concentraciones de azúcar representan un factor limitante del crecimiento para muchos microorganismos, sin embargo los osmófilos se protegen contra esta alta presión osmótica mediante la síntesis de osmoprotectores tales como alcoholes y aminoácidos. Muchos microorganismos osmófilos son del linaje de levaduras de hongos, sin embargo, una variedad de bacterias también son osmófilos.
Las levaduras osmófilas son importantes porque causan deterioro en la industria azucarera y dulce, con productos tales como zumos de frutas, concentrados de jugos de frutas, azúcares líquidos (como jarabe dorado), miel y en algunos casos mazapán. Entre los más osmófilos se encuentran:
| Organismo                | Mínimo aW |
| ------------------------ | --------- |
| Saccharomyces rouxii     | 0,62      |
| Saccharomyces bailii     | 0,80      |
| Debaryomyces             | 0,83      |
| Wallemia sebi            | 0,87      |
| Saccharomyces cerevisiae | 0,90      |

## Patogenicidad
Los osmófilos con posible patogenia son Aspergillus, Saccharomyces, Enterobacter aerogenes y Micrococcus. Sin embargo, ninguno de ellos es altamente patógeno, y sólo causan infecciones oportunistas, es decir, infecciones en personas con sistema inmunológico debilitado. Ellos son más bien una causa general de alimentos estropeando que causar cualquier intoxicación alimentaria en los seres humanos.